# Santa Maria da Serra (ort)
Santa Maria da Serra är en ort i Brasilien.   Den ligger i kommunen Santa Maria da Serra och delstaten São Paulo, i den sydöstra delen av landet, 800 km söder om huvudstaden Brasília. Santa Maria da Serra ligger 498 meter över havet och antalet invånare är 5 418.
Terrängen runt Santa Maria da Serra är platt söderut, men norrut är den kuperad. Terrängen runt Santa Maria da Serra sluttar söderut. Närmaste större samhälle är Torrinha, 15,7 km norr om Santa Maria da Serra.
Omgivningarna runt Santa Maria da Serra är en mosaik av jordbruksmark och naturlig växtlighet. Runt Santa Maria da Serra är det glesbefolkat, med 9 invånare per kvadratkilometer.